# Montebelluna
Montebelluna város Olaszországban, Treviso tartományban, a Veneto régióban. Népessége 30.817.

## Fekvése
Velencétől mintegy 67 km-re északnyugatra fekvő település.

## Története
Montebelluna és környéke már a kőkorszakban és a bronzkorban (közép neolit kor) is, majd az ókorban, a római időkben is lakott hely volt.

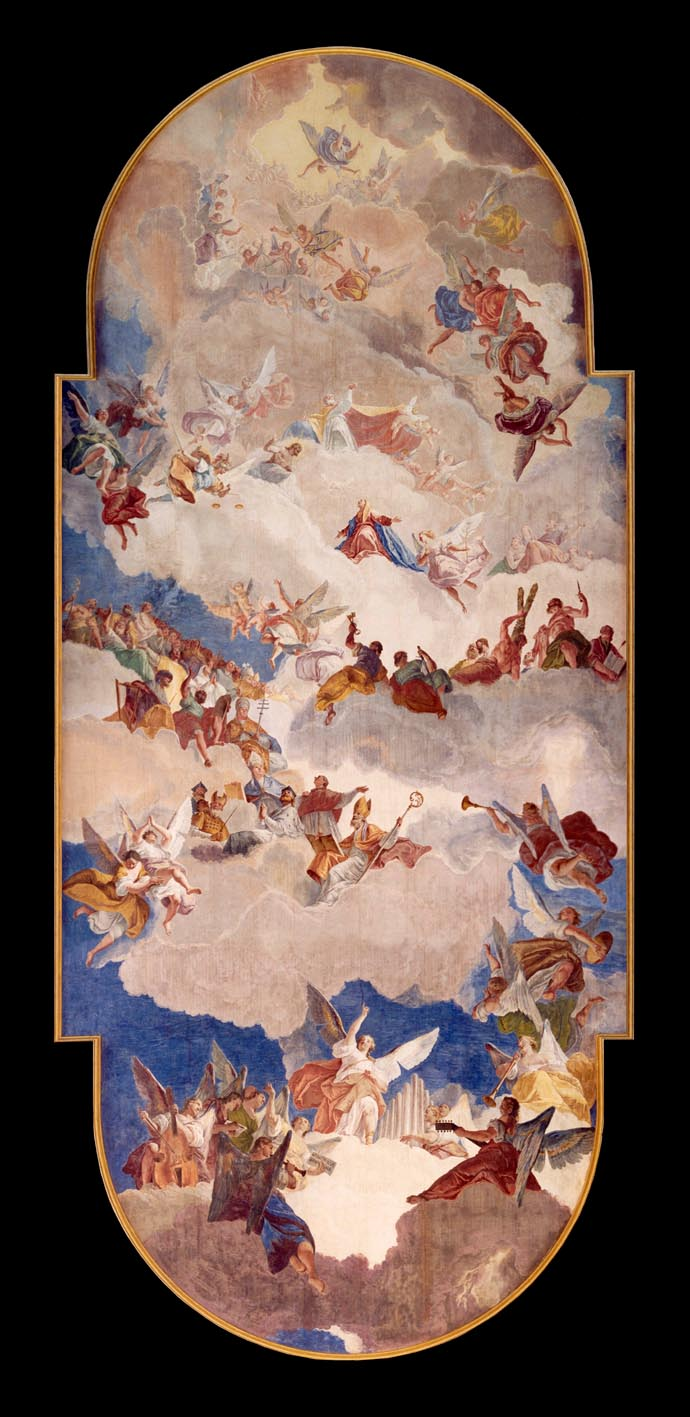
A Santa Maria in Colle templom freskója, Francesco Fontebasso alkotása

A mai település azonban a 9. században alakult ki, stratégiailag fontos földrajzi elhelyezkedése révén.
Montebelluna neve 1000 körül szerepelt először az oklevelekben.
1062-ben IV. Henryk nevét említette az oklevél, Montebelluna ekkor Wolfgang Treviso püspöke alá volt rendelve, aki 1063-ban széles körű mentességet adott a településnek.
A település földrajzi elhelyezkedése révén, mivel fontos útvonalak találkozásánál épült gyorsan fejlődött, piacára Belluno, Feltre, Treviso és Pádua irányából érkeztek az áruk.
Villa Loredana erődje Montebelluna közepén állt. A fallal körülvett erődöt vizesárok védte. 1200-1350 között gyakran érte pusztító támadás, de mindig újjáépítették.
Montebella kereskedelmi központja a piac volt, mely már 10. században virágzott.
1157-ben Barbarossa Frigyes Treviso püspökének fizette az adót. 1268-ban Treviso városától az adó, vám megfizetése alól mentességet kapott a település.

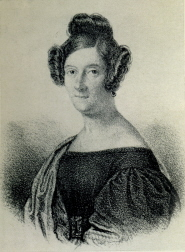
Angela Veronese olasz költőnő képmása

Idővel a város kinőtte a várfalakkal körülvett régi várost, és a település a várfalakon kívül bővült tovább. A régi város központjában levő piac is kinőtte időközben a helyét, ezért elvesztette szerepét. Az új piacot 1872. szeptember 8-án avatták fel.

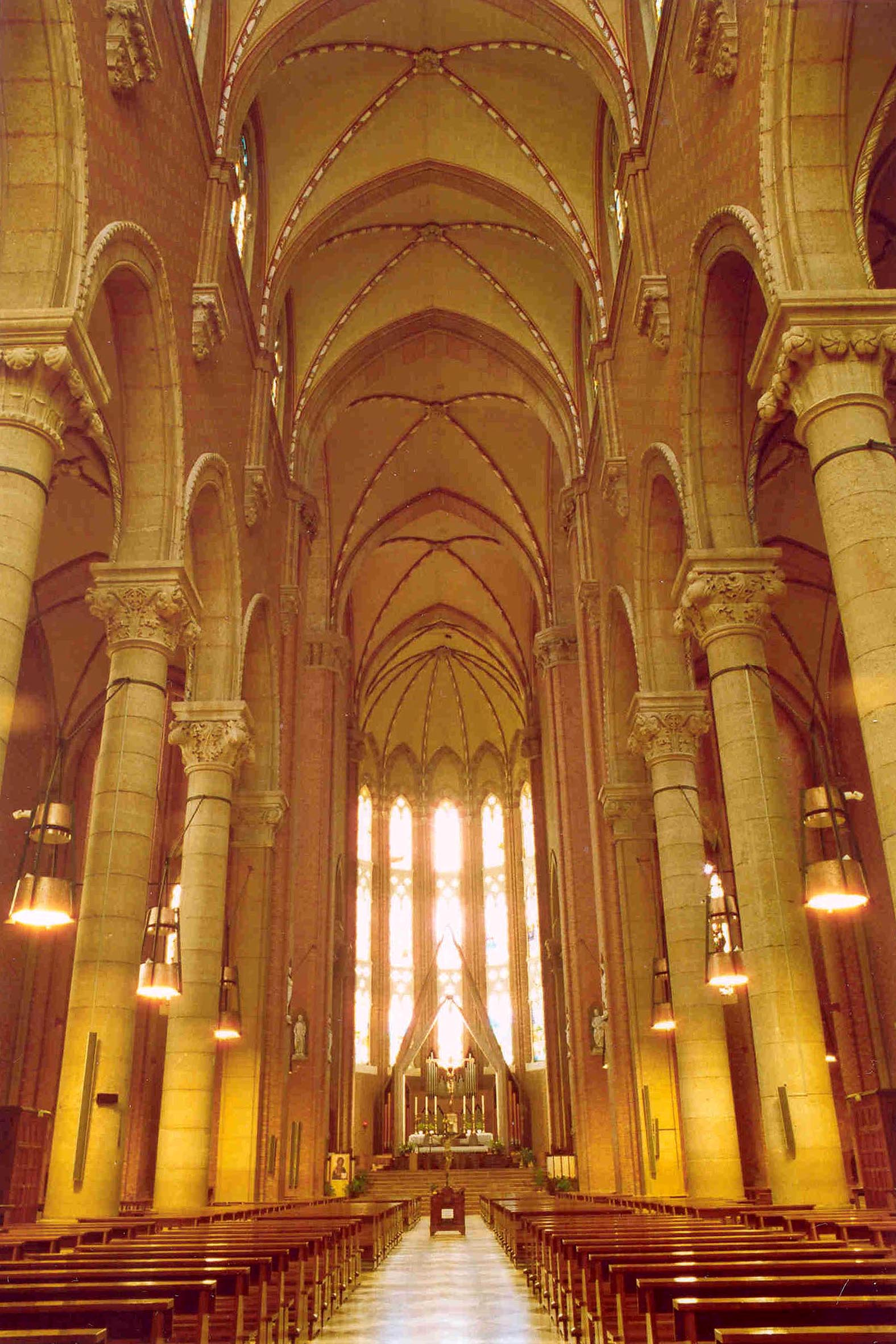
A Montebelluna Székesegyház belseje

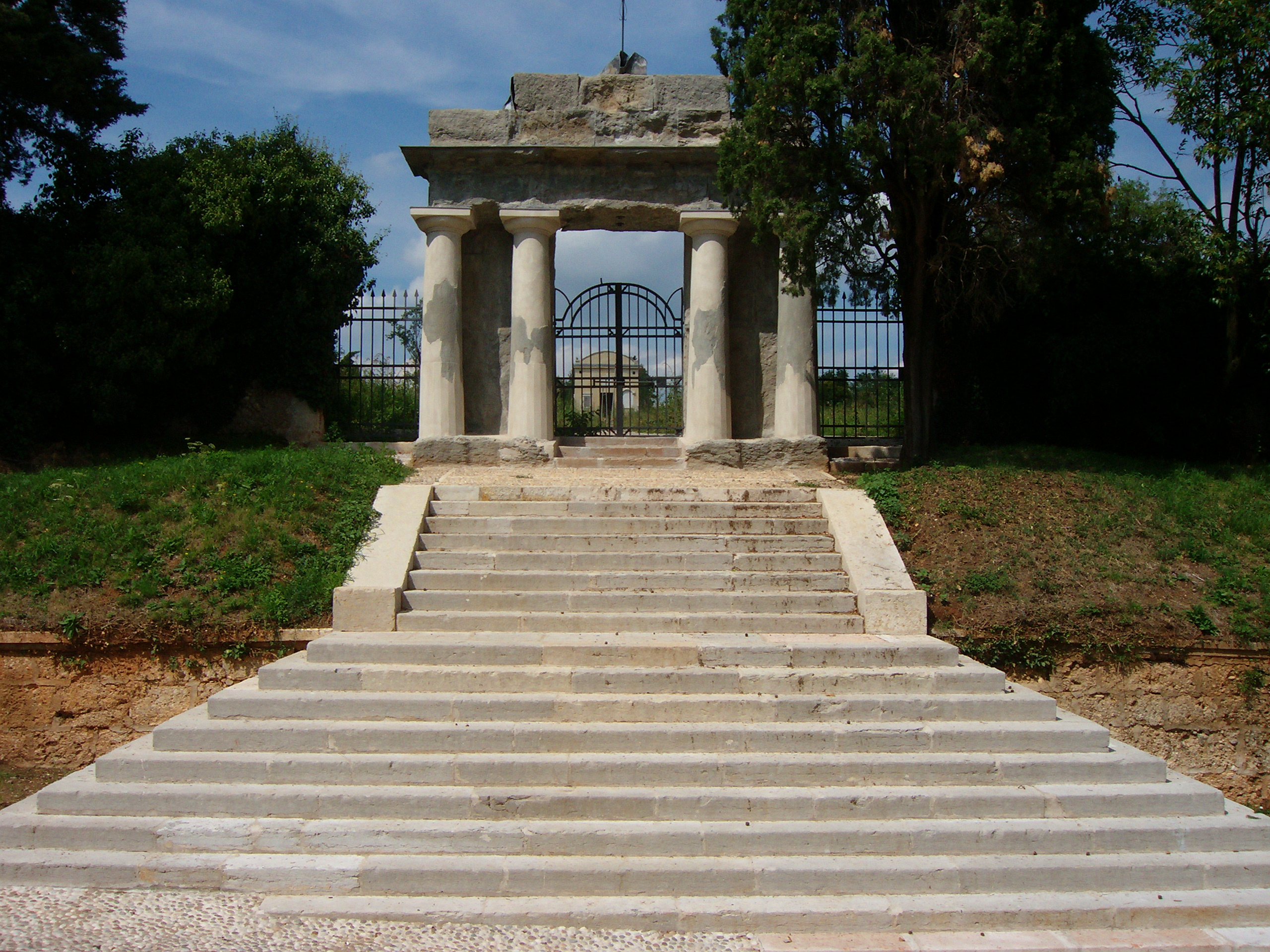
A régi temető, a Santa Maria in Cole bejárata

A falakon kívül bővült város és környéke híres volt szőlőiről, olajfáiról, fehér borairól, olajbogyótermesztéséről, mely mindig bőséges nyereséget adott a településnek.
A település ma is híres szőlőtermesztéséről.

## Nevezetességek
- Erőd
- Régi városfalak
- San Biagio – ősi templom. Az új Sana Maria in Colle templom építését 1611-ben kezdték el.
- Szeplőtlen fogantatás tiszteletére emelt székesegyháza - 1908-ban épült gótikus stílusban.
- Szent Lucia és Viktor temploma - a 18. században épült.
- Városháza - a mult század közepén épült.

## Itt születtek
- Alberto Bottari de Castello érsek
- Angela Veronese (Montebelluna, 1778. december 20. – Padova, 1847. október 8.) olasz költőnő.

## Magyar vonatkozások
- A város fentebb említett híres szülöttét, Alberto Bottari de Castello érseket 2011. június 6-án budapesti pápai nunciussá nevezte ki XVI. Benedek pápa
- Montebelluna 2000 óta Tata testvérvárosa